# Bolbocerodema zonatum
Bolbocerodema zonatum es una especie de coleóptero de la familia Geotrupidae.

## Distribución geográfica
Habita en Rusia.